# جوشوا جورج الكسندر
جوشوا جورج الكسندر (بالإنجليزية: Joshua W. Alexander)‏ (و. 1852 – 1936 م) هو سياسي، ومحامي من الولايات المتحدة الأمريكية . ولد في سينسيناتي، أوهايو .
وهو عضو في الحزب الديمقراطي الأمريكي .